# Albania ai Giochi della XXIX Olimpiade
L'Albania ha partecipato ai Giochi della XXIX Olimpiade di Pechino, svoltisi dall'8 al 24 agosto 2008, con una delegazione di 11 atleti.

## Atletica leggera
| Gara            | Atleta         | Batterie | Batterie | Semifinali | Semifinali | Finale | Finale |
| Gara            | Atleta         | Tempo    | Pos.     | Tempo      | Pos.       | Tempo  | Pos.   |
| --------------- | -------------- | -------- | -------- | ---------- | ---------- | ------ | ------ |
| 400 m femminili | Klodiana Shala | 54"84    | 7        |            |            |        |        |

| Gara                         | Atleta         | Qualificazioni | Qualificazioni | Finale | Finale |
| Gara                         | Atleta         | Misura         | Pos.           | Misura | Pos.   |
| ---------------------------- | -------------- | -------------- | -------------- | ------ | ------ |
| Lancio del martello maschile | Dorian Çollaku | 70,98 m        | 28             |        |        |

## Judo
| Gara  | Atleta         | Tabellone principale             | Tabellone principale | Tabellone principale | Tabellone principale | Tabellone principale | Ripescaggi | Ripescaggi | Ripescaggi | Ripescaggi |
| Gara  | Atleta         | Sedicesimi                       | Ottavi               | Quarti               | Semifinali           | Finale               | 1º turno   | Quarti     | Semifinali | Finale     |
| ----- | -------------- | -------------------------------- | -------------------- | -------------------- | -------------------- | -------------------- | ---------- | ---------- | ---------- | ---------- |
| 81 kg | Edmond Topalli | João Neto (Portogallo) 0000-1001 |                      |                      |                      |                      |            |            |            |            |

## Lotta
| Gara  | Atleta         | Tabellone principale | Tabellone principale                      | Tabellone principale | Tabellone principale | Tabellone principale | Ripescaggi | Ripescaggi | Ripescaggi |
| Gara  | Atleta         | Sedicesimi           | Ottavi                                    | Quarti               | Semifinali           | Finale               | Quarti     | Semifinali | Finale     |
| ----- | -------------- | -------------------- | ----------------------------------------- | -------------------- | -------------------- | -------------------- | ---------- | ---------- | ---------- |
| 60 kg | Sahit Prizreni | bye                  | Bazar Bazarguruev (Kirghizistan) 0-1, 0-2 |                      |                      |                      |            |            |            |

| Gara  | Atleta    | Tabellone principale | Tabellone principale               | Tabellone principale                   | Tabellone principale | Tabellone principale | Ripescaggi | Ripescaggi                                  | Ripescaggi |
| Gara  | Atleta    | Sedicesimi           | Ottavi                             | Quarti                                 | Semifinali           | Finale               | Quarti     | Semifinali                                  | Finale     |
| ----- | --------- | -------------------- | ---------------------------------- | -------------------------------------- | -------------------- | -------------------- | ---------- | ------------------------------------------- | ---------- |
| 96 kg | Elis Guri | bye                  | Karam Gaber (Egitto) 2-4, 2-1, 1-1 | Mirko Englich (Germania) 1-1, 0-6, 1-1 |                      |                      |            | Han Tae-Young (Corea del Sud) 1-1, 1-1, 1-3 |            |

## Nuoto
| Gara                        | Atleta       | Batterie | Batterie | Semifinali | Semifinali | Finale | Finale |
| Gara                        | Atleta       | Tempo    | Pos.     | Tempo      | Pos.       | Tempo  | Pos.   |
| --------------------------- | ------------ | -------- | -------- | ---------- | ---------- | ------ | ------ |
| 50 m stile libero maschili  | Sidni Hoxha  | 24"56    | 63       |            |            |        |        |
| 50 m stile libero femminili | Rovena Marku | 28"15    | 58       |            |            |        |        |

## Sollevamento pesi
| Gara  | Atleta         | Strappo | Strappo | Slancio      | Slancio      | Totale       | Posizione    |
| Gara  | Atleta         | Ris.    | Pos.    | Ris.         | Pos.         | Totale       | Posizione    |
| ----- | -------------- | ------- | ------- | ------------ | ------------ | ------------ | ------------ |
| 69 kg | Gert Trasha    | 0       | -       | non concluso | non concluso | non concluso | non concluso |
| 77 kg | Erkand Qerimaj | 154     | 12      | 187          | 13           | 341          | 13           |

| Gara  | Atleta       | Strappo | Strappo | Slancio | Slancio | Totale | Posizione |
| Gara  | Atleta       | Ris.    | Pos.    | Ris.    | Pos.    | Totale | Posizione |
| ----- | ------------ | ------- | ------- | ------- | ------- | ------ | --------- |
| 58 kg | Romela Begaj | 98      | 3       | 118     | 7       | 216    | 6         |

## Tiro
| Gara                        | Atleta        | Qualificazioni | Qualificazioni | Finale    | Finale       | Finale |
| Gara                        | Atleta        | Punteggio      | Pos.           | Punteggio | Punt. totale | Pos.   |
| --------------------------- | ------------- | -------------- | -------------- | --------- | ------------ | ------ |
| Pistola 10 m aria compressa | Lindita Kodra | 370            | 40             |           |              |        |
| Pistola 25 m                | Lindita Kodra | 570            | 35             |           |              |        |